# Satyrus unicolor
Satyrus unicolor är en fjärilsart som beskrevs av Bang-haas 1927. Satyrus unicolor ingår i släktet Satyrus och familjen praktfjärilar. Inga underarter finns listade.